# Carneoryctes sulcatus
Carneoryctes sulcatus är en skalbaggsart som beskrevs av Gilbert John Arrow 1914. Carneoryctes sulcatus ingår i släktet Carneoryctes och familjen Dynastidae. Inga underarter finns listade.